# Isauro Gabaldon

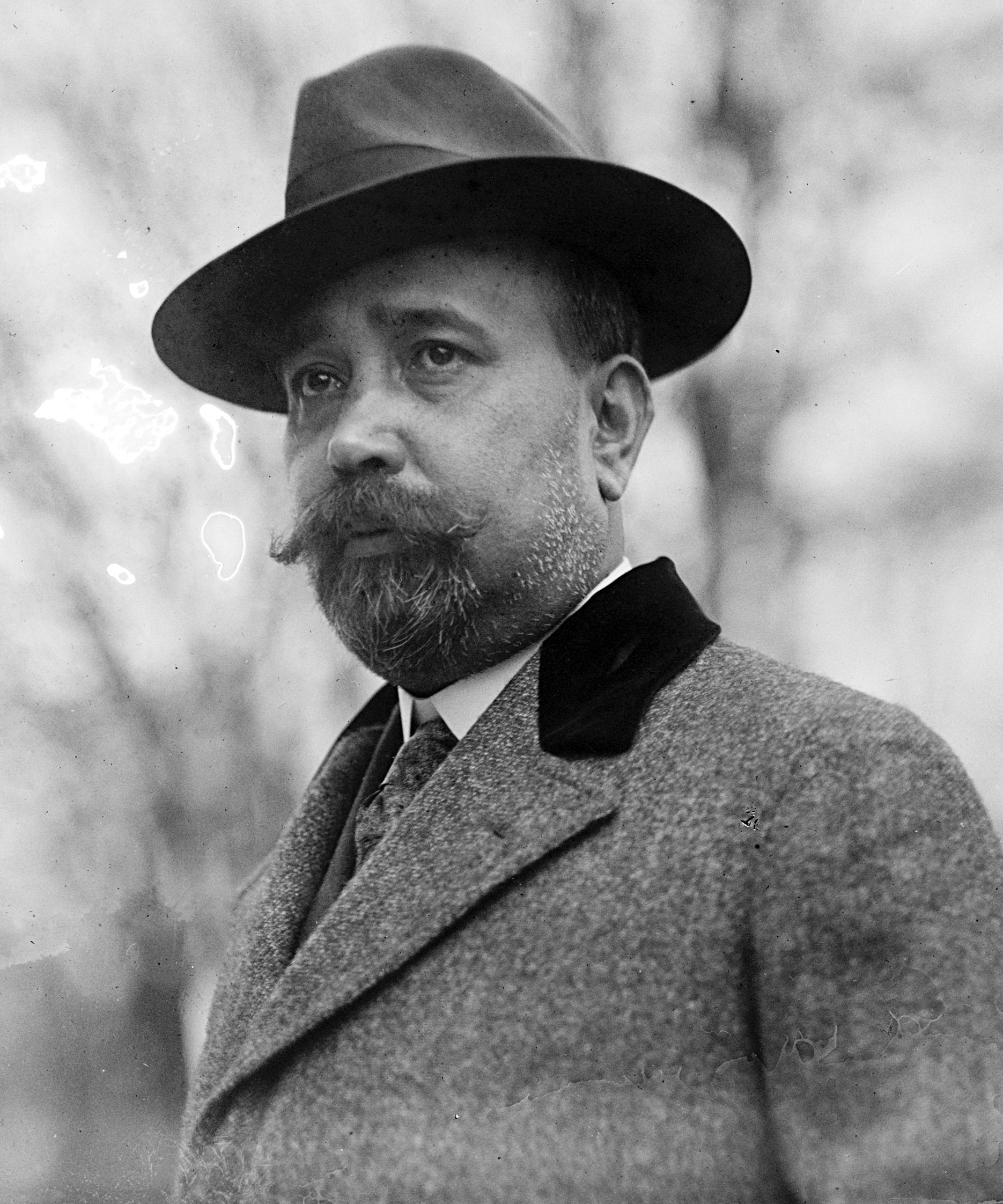
Isauro Gabaldon (1920)

Isauro Gabaldon (* 8. Dezember 1875 in San Isidro; † 21. Dezember 1942 in Manila) war ein philippinischer Politiker. Zwischen 1920 und 1928 vertrat er die Philippinen als Delegierter (Resident Commissioner) im Repräsentantenhaus der Vereinigten Staaten.

## Werdegang
Isauro Gabaldon besuchte die öffentlichen Schulen im spanischen Tébar. Dort absolvierte er auch weitere Schulen. Nach einem anschließenden Jurastudium in Madrid sowie an der University of Santom Thomas in Manila und seiner im Jahr 1900 erfolgten Zulassung als Rechtsanwalt arbeitete er zwischen 1903 und 1906 in diesem Beruf. Politisch wurde er Mitglied der Nacionalista Party. Im Jahr 1906 sowie zwischen 1912 und 1916 amtierte er als Gouverneur der Provinz Nueva Ecija. Von 1907 bis 1911 war er Abgeordneter im Repräsentantenhaus der Philippinen; zwischen 1916 und 1919 gehörte er dem dortigen Senat an.
1920 wurde Gabaldon von der philippinischen Legislative als nicht stimmberechtigter Delegierter für drei Jahre in das US-Repräsentantenhaus in Washington, D.C. gewählt, wo er am 4. März 1920 die Nachfolge von Teodoro R. Yangco antrat. Nach zwei Wiederwahlen konnte er bis zu seinem Rücktritt am 16. Juli 1928 im Kongress verbleiben. In den Jahren 1934 und 1935 war er nochmals Abgeordneter im philippinischen Repräsentantenhaus. Er starb am 21. Dezember 1942 in Manila, wo er auch beigesetzt wurde.